# Langøya (Holmestrand)
Langøya est une île de la commune de Holmestrand, dans le comté de Vestfold en Norvège.

## Description
L'île de 0,9 km2 est située à l'extrémité de Sandebukta, à l'ouest de l'entrée du Drammensfjord. Elle est la deuxième plus grande île de l'Oslofjord. Langøya mesure au maximum 3 000 m de long et 500 m de large. L'île est inhabitée.

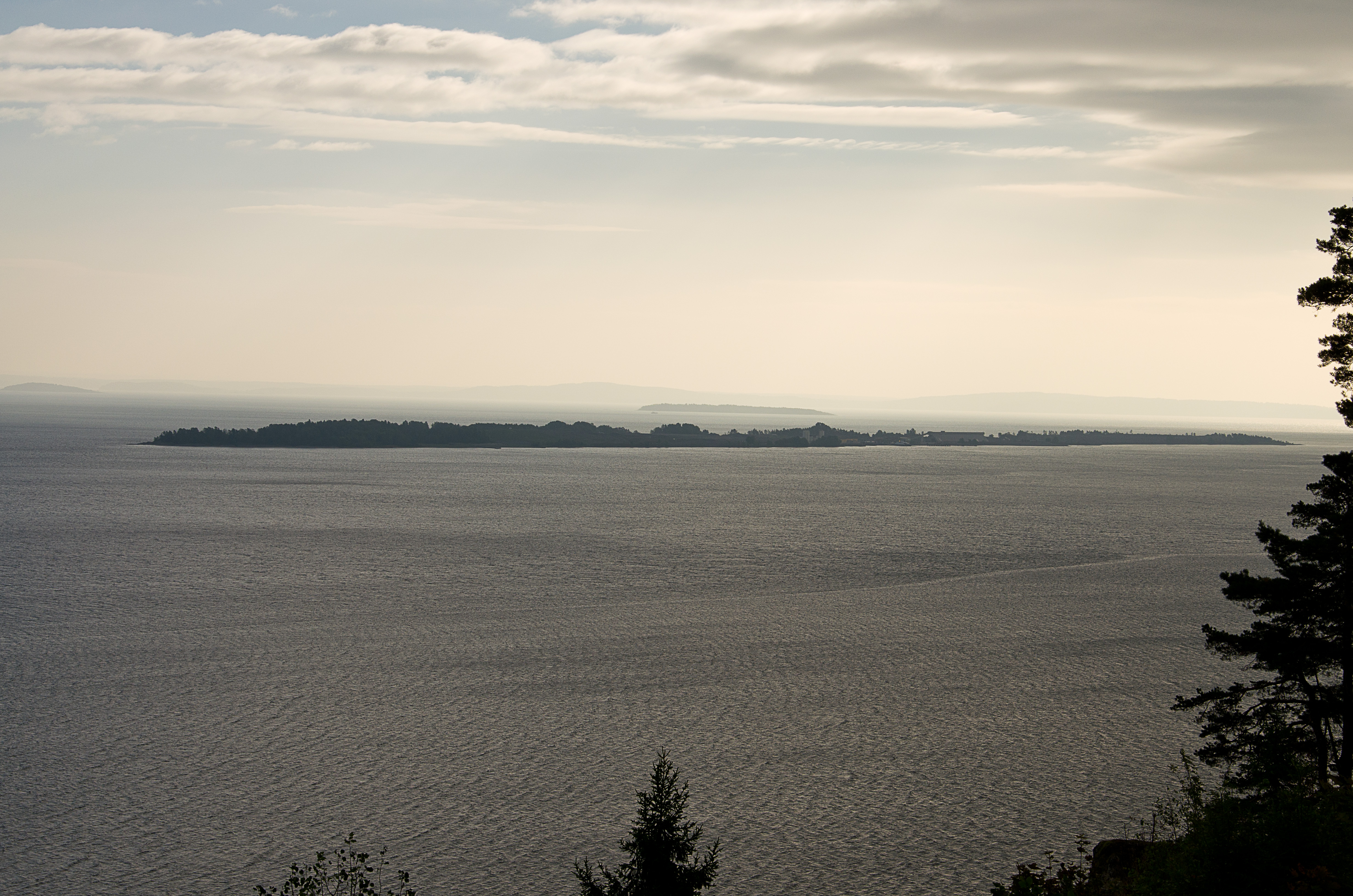
Langøya

L'île est constituée de roches sédimentaires du cambrien-silurien. De 1899 à 1985, le calcaire a été extrait à grande échelle sur l'île, pour être utilisé dans la production de ciment à Slemmestad. L'extraction du calcaire a laissé deux cratères géants, jusqu'à 40 m sous le niveau de la mer. Une fois l'extraction du calcaire terminée, les cratères ont été utilisés comme décharge pour les déchets dangereux pour l'environnement après avoir été rendu inoffensifs.

## Aire protégée
La côte est, ainsi que les extrémités nord et sud de l'île est protégée en tant que réserve naturelle de Langøya, créée en 1988.